# تری‌ویل (نیویورک)
تری‌ویل (به انگلیسی: Terryville) یک منطقهٔ مسکونی در ایالات متحده آمریکا است که در نیویورک واقع شده‌است. تری‌ویل ۱۱٬۸۴۹ نفر جمعیت دارد.